# Ángel Biaggini
Ángel Biaggini López (La Grita,  13 de noviembre de 1899 - San Cristóbal, 2 de febrero de 1975) fue un político y abogado venezolano. Fungió como secretario de la presidencia y ministro de Agricultura en el gobierno de Isaías Medina Angarita. Candidato a la presidencia, su intento fue frustrado por el golpe de Estado en Venezuela de 1945. Luego de este hecho se retiró de la vida pública.

## Primeros años
Hijo del corso Felipe Biaggini y de la maestra de escuela Fidelia López.  Cursó sus estudios secundarios en el colegio del Espíritu Santo de Mérida. Ingresó a la Universidad de Los Andes, graduándose como abogado en 1920 y en ciencias políticas en 1925. En abril de 1938 fundó la Sociedad Bolivariana del Táchira, siendo su primer titular hasta su nombramiento, por parte de Eleazar López Contreras, como presidente del Instituto Nacional del Café.
En el gobierno del presidente Isaías Medina Angarita fue senador por el estado Táchira ante el Congreso Nacional de Venezuela, además de gerente del Banco Agrícola y Pecuario, asumiendo la Secretaría de la Presidencia de la República en mayo de 1943, pasando a ser ministro de Agricultura y Cría y presidente de la comisión de Reforma Agraria, manteniendo avanzadas posiciones doctrinales.

## Candidato presidencial
El 3 de octubre de 1945, el candidato del lado oficalista Diógenes Escalante  debe abandonar el país por temas de salud (Se presume que por temas de salud mental). Después de este hecho, se retira de la vida pública, dejando así vacante el puesto para la sucesión presidencial. Ante esta situación, el gobierno de Isaías Medina Angarita propone la candidatura de  Biaggini, quien era cercano al presidente. Acción muy criticada por los partidos de izquierda, especialmente Acción Democrática y el Partido Comunista de Venezuela. Quince días después, se produce el golpe de Estado en Venezuela de 1945. Después de este hecho, se retira de la vida pública.
Luego de ser sometido a juicio por presunta responsabilidad administrativa del que salió inocente, volvió a San Cristóbal y al tiempo abrió su bufete de abogados, distanciado  de cualquier posición política. Su tiempo transcurría entre su hogar formado con Alida León Portillo, hija del rico hacendado Herminio León, con quien se casó en 1922 teniendo dos hijos: Omar y Germán; y, el Club Táchira y su bufete que estableció al lado de esta sede en 1951.